# 城堡
城堡是中世纪欧洲、中东地区、北非、印度北部和日本的一种軍事和生活建筑，集合了要塞和宮殿兩種功能，專指“自給自足的领主私人武裝住所”。由于建筑时期和地点的不同，城堡有很多不同的形式及特征，但一般来说都建有城墙和垛口等防御性工事。
城堡最初起源于公元9世纪至10世纪的欧洲，当时的卡洛林王朝倒台导致其领土分属于不同的领主和亲王。城堡被贵族们用来控制周围邻近的土地，作为发动袭击和对敌防御的基地，因此同时是攻击性和防御性的建筑。除了其军事用途外，城堡还作为行政管理的中心和权利的象征而存在。城镇中的城堡常常用于控制当地百姓及重要的通行路线。而乡下的城堡则常常位于对周边群落的生活十分关键的自然或建筑设施附近，例如磨坊和肥沃的土地。
许多城堡最初使用泥土和木材建造，中央的高塔為領主居住的地方，四周僅有些矮牆。因其防禦不足，後來往往用石材重修了防御工事。早期的城堡多数利用自然条件进行防御并只有中央城楼，缺乏塔楼和垛墙这样的防御工事。在12世纪晚期至13世纪早期，人们开始了对城堡防御的科学研究。这一研究强调了侧面的火力，在其影响下人们开始在城堡中设置大量的塔楼。因此，新的城堡常常呈多边形，且拥有一套可以同时集中火力的防御工事。这些防御工事的改进也受到了很多其他方面的影响，例如十字军的城堡建设方式和古罗马要塞的启发等。城堡建筑的元素并非全部用于军事，像护城河这样的设计也逐渐从最初的防御目的成为了权力的象征，而一些大型城堡则特意设计了漫长蜿蜒的入口结构以在景观上显得雄伟而重要。
虽然火药在14世纪已经传入欧洲，但在15世纪的大炮威力强大到足以击碎城堡的石製城墙之前并没有对城堡建筑产生显著的影响。而且，进入16世纪以后人们也仍然兴建城堡，但是为了对抗强大的大炮火力所采用的技术使得城堡不再适宜居住，讓城堡的居住功能下降。16世紀中期，真正意義上的軍事城堡开始逐渐消亡，城堡的功能被分攤，没有行政管理能力的火炮要塞、和不具备防御功能的田野别墅開始成為貴族生活的主流。18世纪以后，作为浪漫主义的哥特式建筑复兴的一部分，人们开始重新对于城堡感兴趣，并开始建造仿城堡的建筑，但是这些建筑已经不再具有军事用途，作為民間的休息行宮、觀光場所的價值開始迅速提升。

## 定义

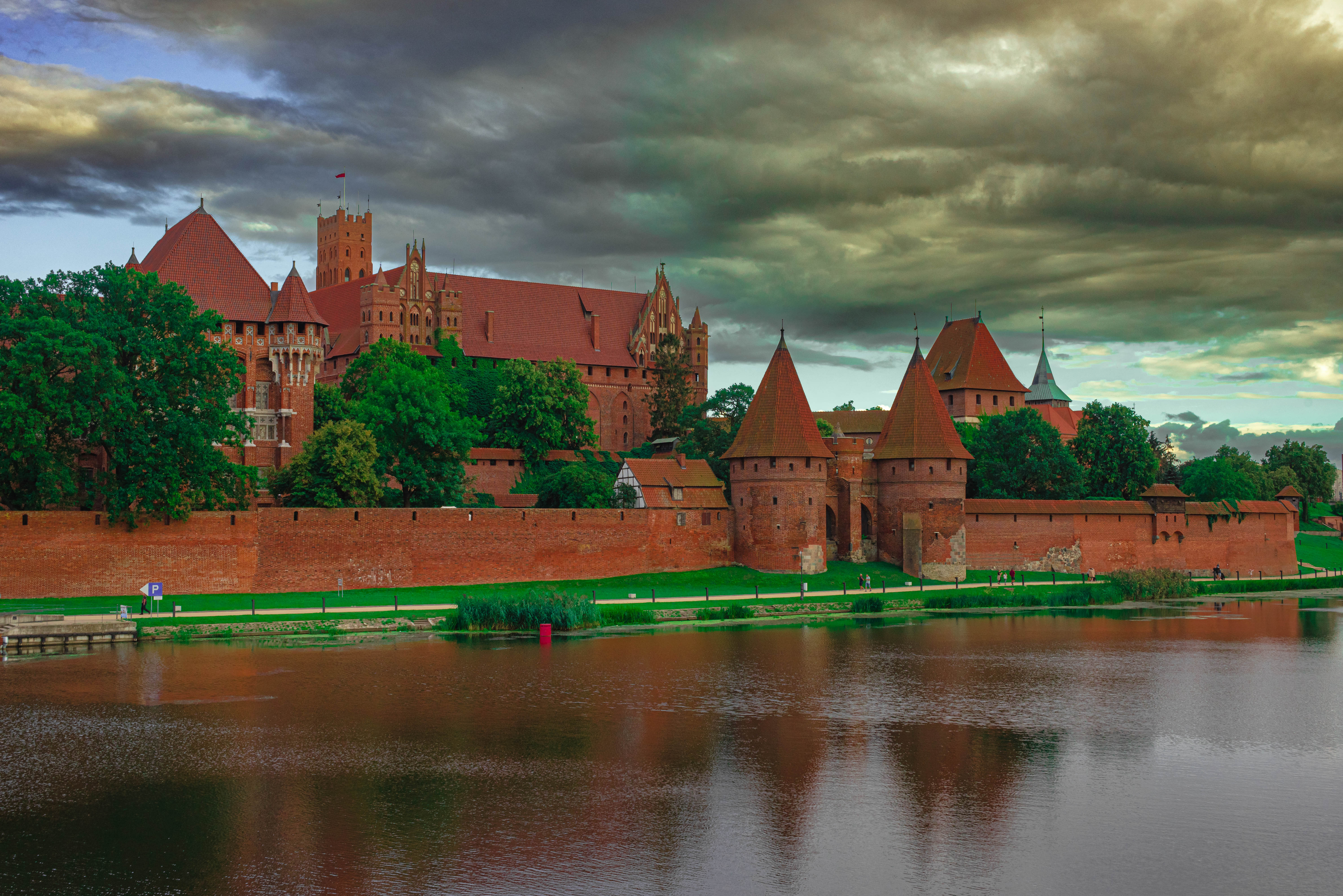
波蘭馬爾堡城堡

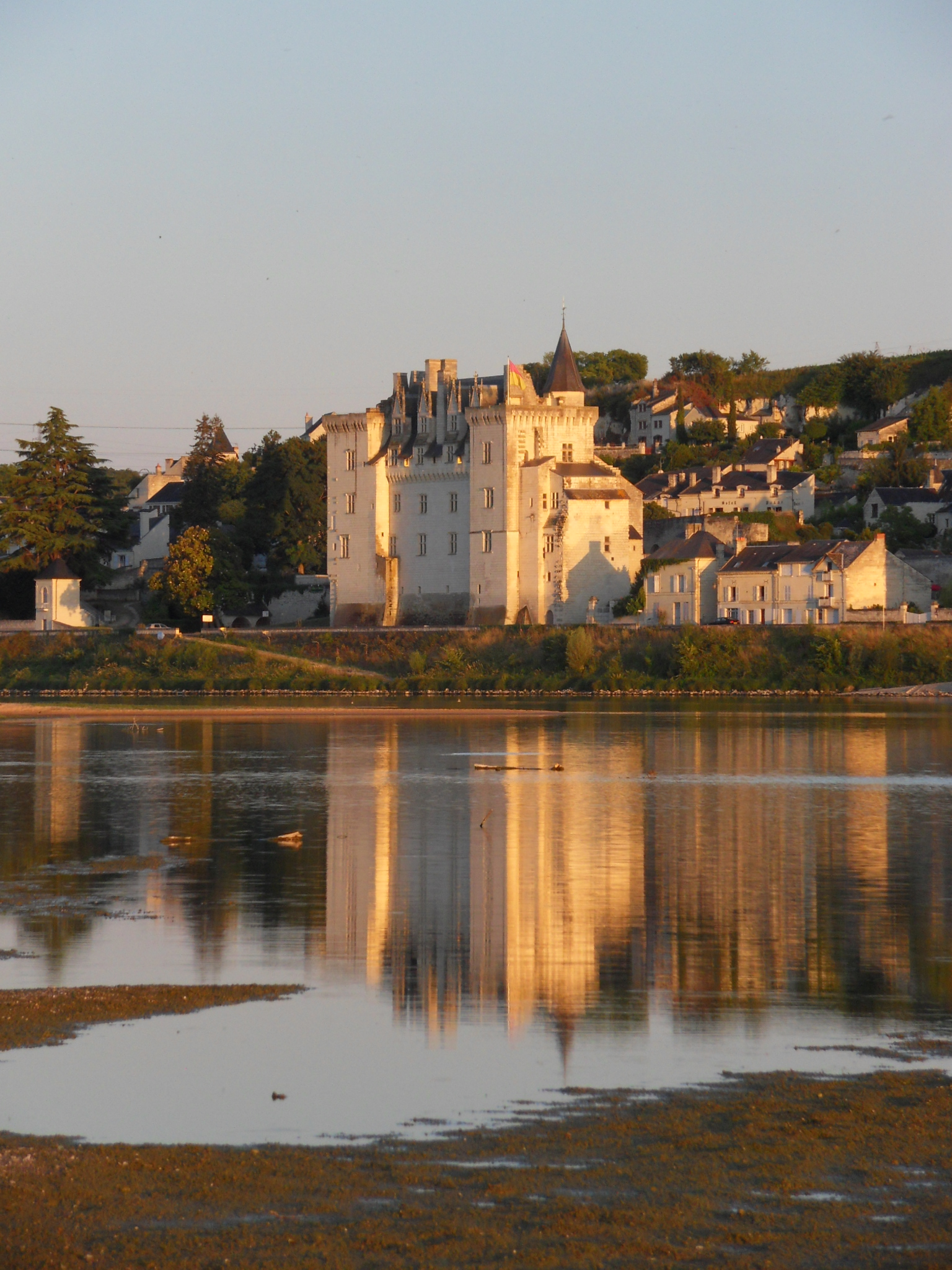
法国蒙索罗城堡

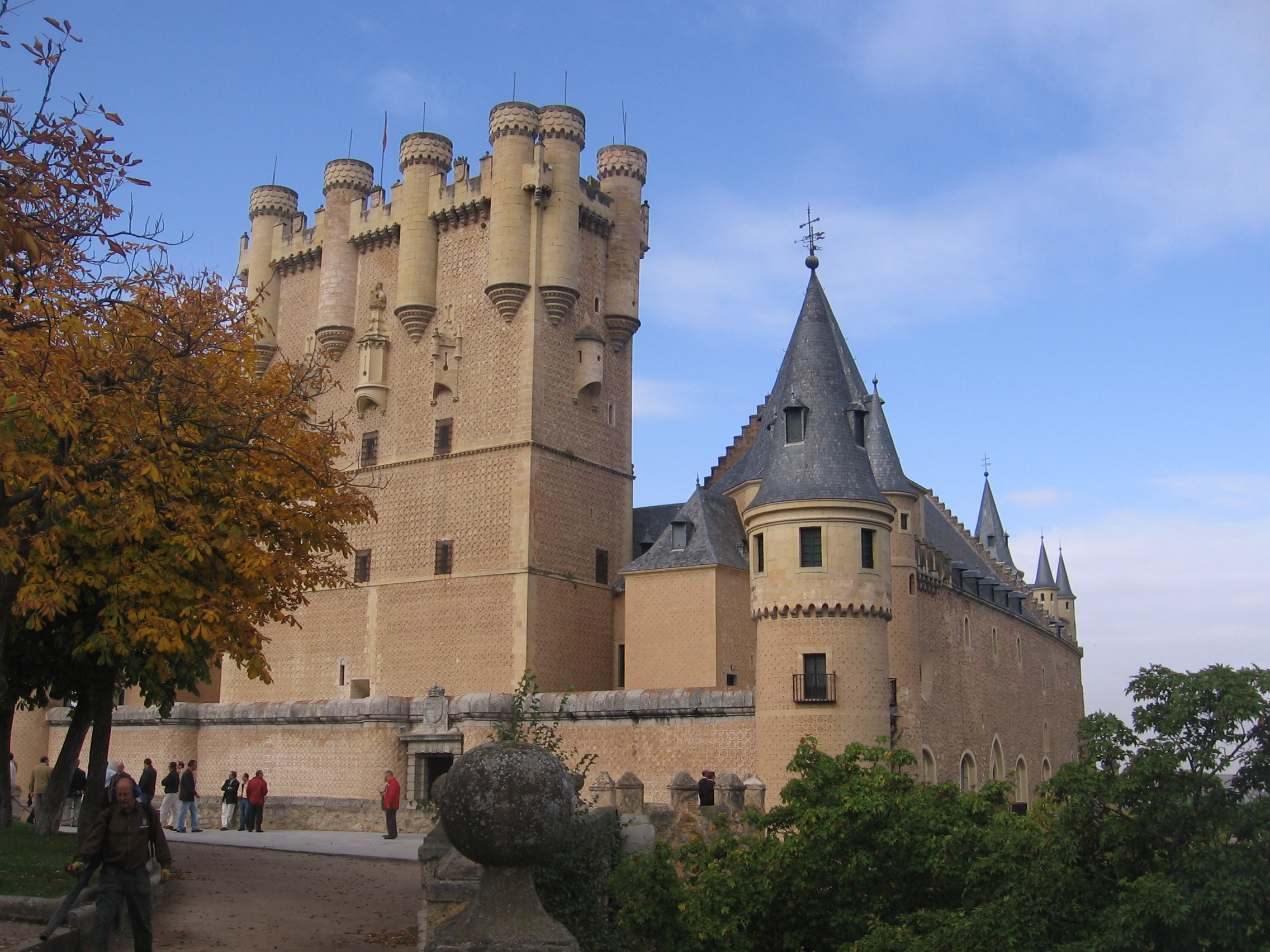
西班牙塞哥维亚城堡

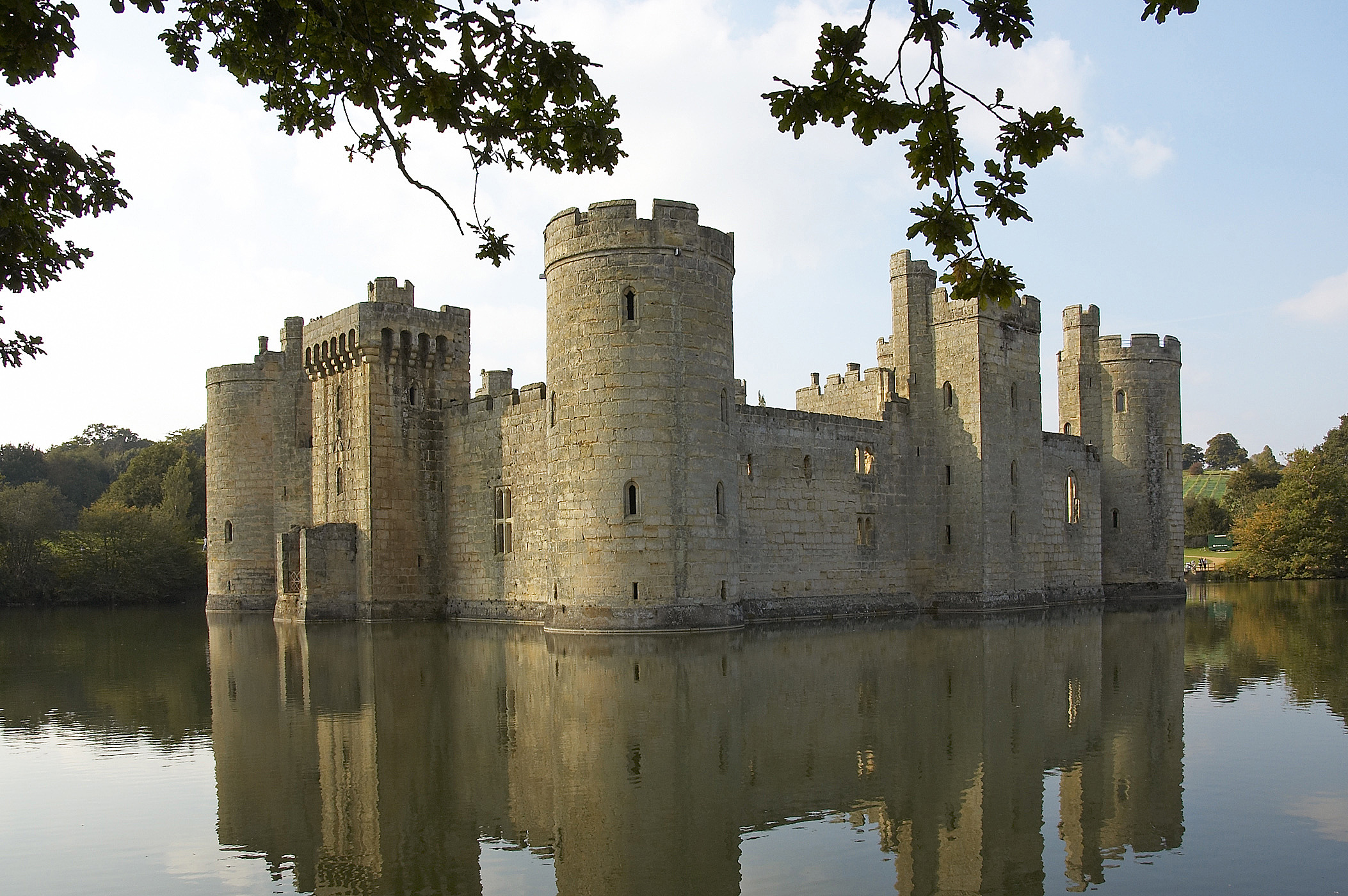
英格兰博丁安城堡

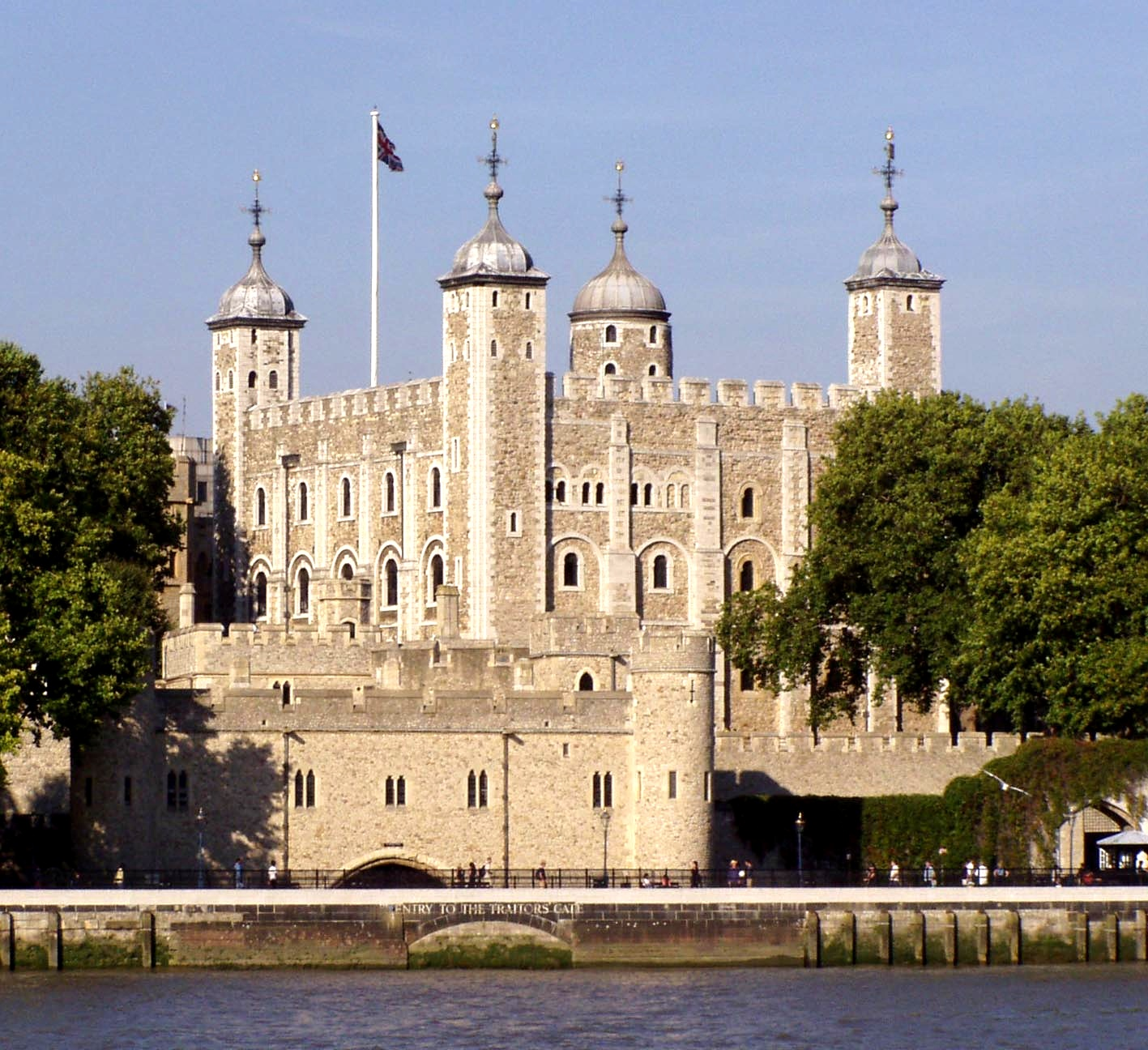
伦敦白塔

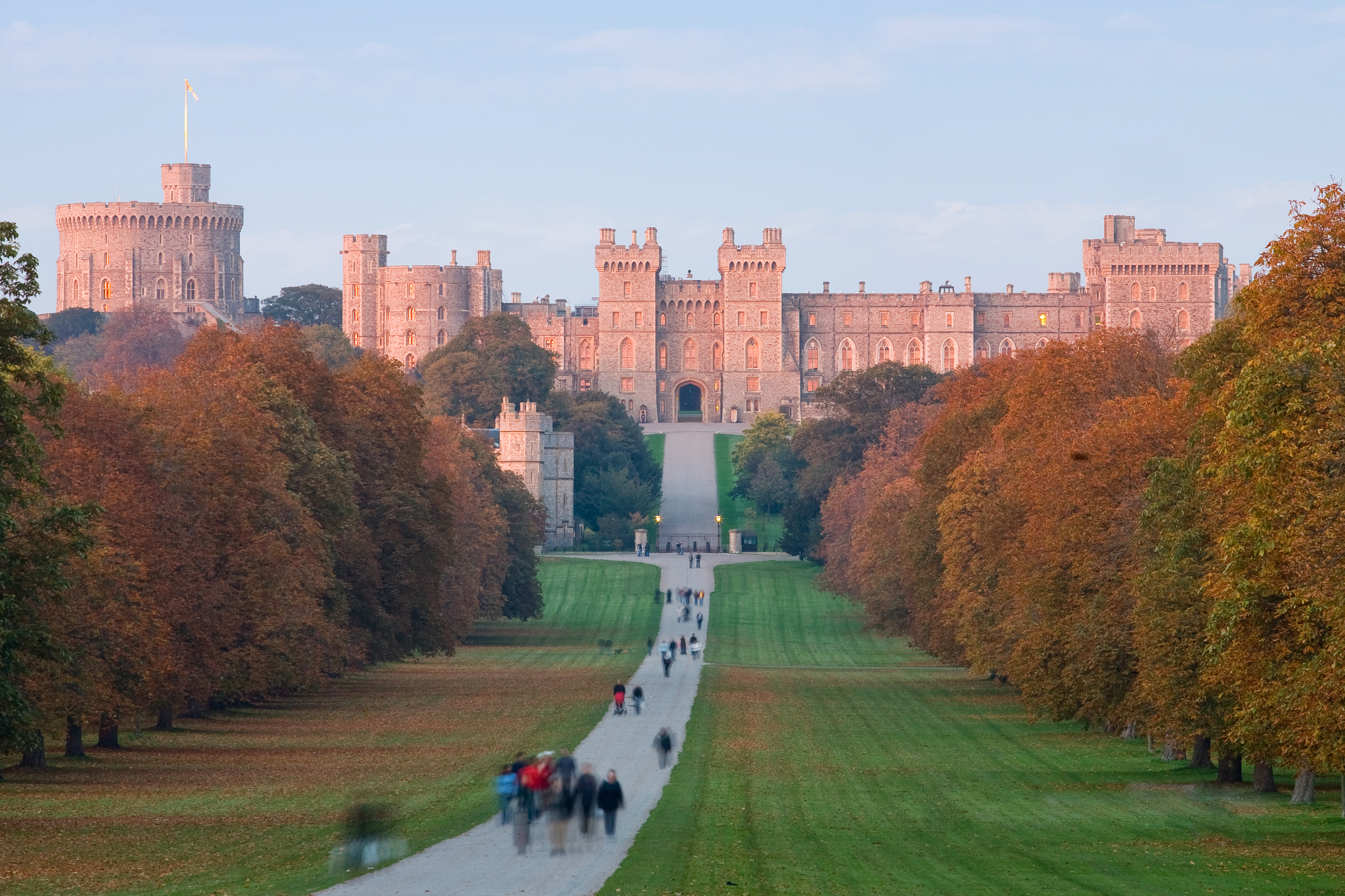
温莎城堡

### 词源
中文的“城堡”一词在国语中泛指城池堡垒，在普通话中指“堡垒式的小城”；也可以特指现代英语单词所对应的建筑。包括、古英语、法语、西班牙语、意大利语等词都来自于拉丁文，即的指小词，直译成中文就是小型的武装建筑。这个词随着诺曼征服英格兰而引入英文，用于特指这一类英格兰从前没有的建筑。值得注意的是，虽然这些词汇都有同样的词源，但所指称的范围并不一定一致，例如法语的就泛指庄园中的大型住宅，并不关心其是否附带武装。

### 界定性征
城堡的通行概念用最简单的语言描述就是“具有武装的私人住宅”，这和中东地区早期的要塞，如君士坦丁堡等有所不同：城堡并非公共防御设施，而是由封建领主为了自身或其君主而建造并拥有。封建制度将领主及其封臣联系在一起，领主将土地分封给其封臣，而封臣则效忠领主并为其提供武装力量。在20世纪晚期，有人提出将封建制度作为城堡概念的一个要素，但实际上中世纪时期人们并没有这样的限定。此外，在第一次十字军东征期间，法兰克军队将他们的定居点和要塞不加区分的称作“城堡”，但其实并不符合现代的城堡定义。
城堡起到很多的作用，其中最主要的用途包括军事、经营和内政。除了作为防御设施以外，城堡还可以作为向敌人的领地进攻时的作战基地。诺曼人在英格兰建立的城堡则同时起到防御工事和平定居民的作用。随着威廉一世在英格兰进军，他在各个关键地点建立了要塞保卫自己夺得的土地。从1066年至1087年，他在英格兰建立了36座城堡，以防卫米德兰兹等反抗武装的攻击。进入中世纪的晚期后，随着火炮威力和永久性火炮要塞的进步，城堡逐渐失去了其军事意义；但相对地，城堡的住居功能和作为权力的象征性显得更为重要。
作为一种误用，城堡有时也用来称呼其他要塞建筑，例如铁器时代的梅登城堡。城堡固然可以用作要塞和监狱，但同时也是骑士或领主招待其客人的地方。随着年代的变迁，城堡设计的美学因素越来越重要，城堡的外观和规模开始体现它的居住者的威望和权力。在城堡全副武装的城墙内侧，往往设有时尚而舒适的住宅。虽然在晚期城堡仍然能用于防御一些低等的暴乱，他们最终被英國乡村别墅这样的高档住宅所取代。就一般意义而言，城堡特指欧洲（其发源地）和中东地区（由十字军东征传入）的建筑形式，16世纪至17世纪间日本的城虽然有着几乎一样的功能，但是是和欧洲的城堡完全独立发展起来的。用军事历史学家史蒂芬·特恩布尔的话说，就是“（城堡和日本的城有着）一段完全不同的发展历史，以完全不同的方式建造，且用于抵御本质完全不同的攻击”。

## 歷史

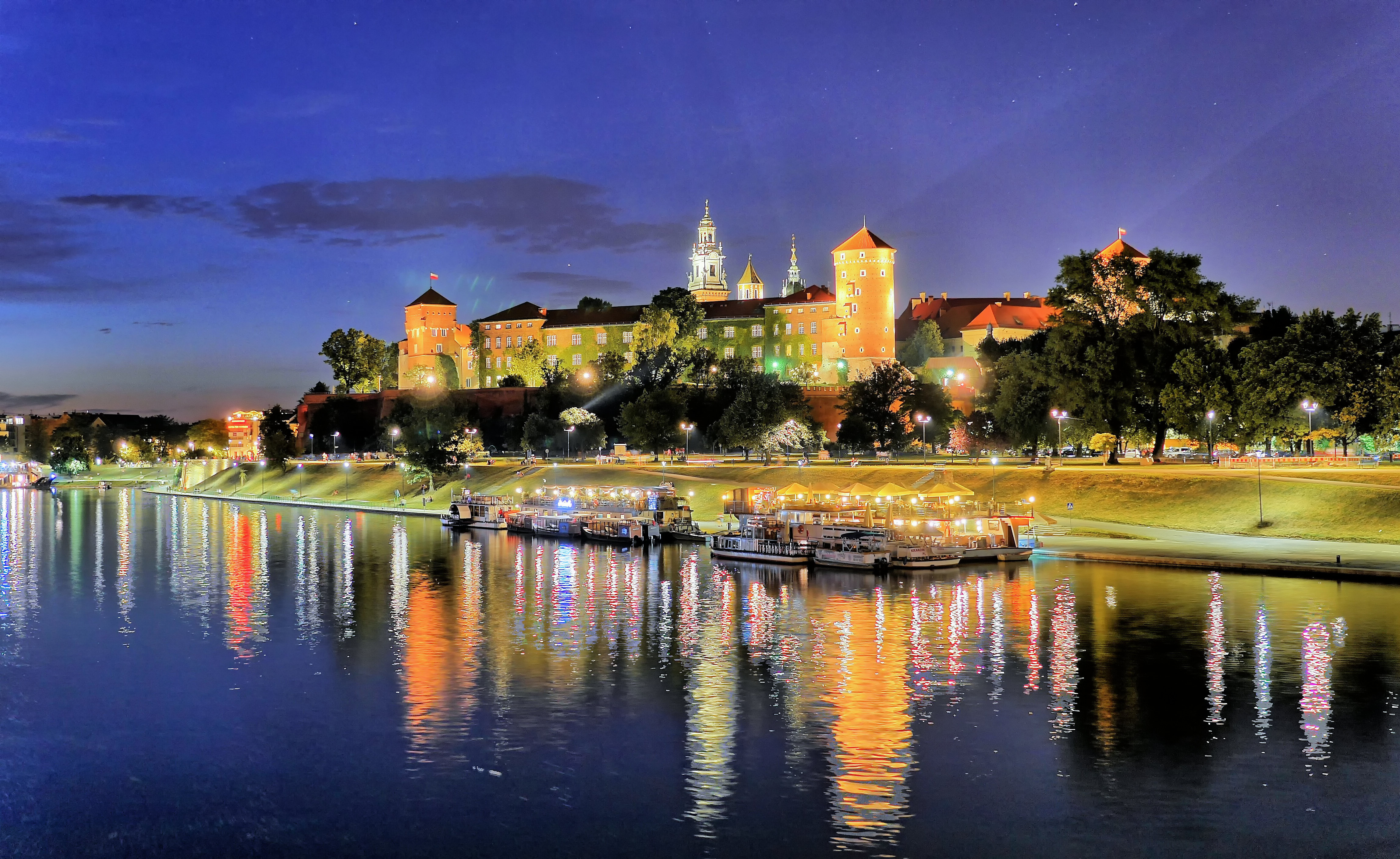
瓦维尔山, 克拉科夫, 波蘭國王的前座位

### 雛形
歐洲城堡的雛形起源於西元5世紀。占領羅馬城市的歌德與法蘭克領主收縮城市防禦，將部分圓形劇場改建為軍營與防禦工事，用作戰時指揮與臨時避難場所，稱作'castrum arenae'。較著名的有尼姆城堡

### 早期
9世纪开始，欧洲出现木质的简易城堡，11世纪以后发展为石质建造。
木造城堡容易被攻擊。
英國最早的城堡是11世紀諾曼人入侵英國時所建造的。

### 十字军东征时期
11世纪至14世纪是欧洲城堡建设的高峰期。
12世紀十字軍東征時，歐洲人在拜占庭工程師的協助下，在聖地蓋了許多城堡。

### 文艺复兴时期
15世纪中期，由于王权的扩张，城堡开始衰落，许多地方开始废除城堡，以便它们不能作为叛乱者的依靠。在英国甚至掀起了摧毁城堡的运动。
在火砲出現後，城堡逐漸被要塞所取代，因為城堡擋不住火炮。
文艺复兴以后，城堡被改建为生活奢靡的花园城堡，墙壁上的缝隙被拓宽为玻璃窗，并辅以华丽的巴洛克、洛可可内部装饰。

### 现代开发与维护
现代，这些城堡大多被开辟为旅游景点 (例如瓦维尔山)，或者高级旅馆与饭店。
在德国，城堡可以以简单的手续和低廉的价格购买，但购买者必须定期对城堡进行修缮维护，费用将是非常昂貴的。

## 使用
城堡除了在軍事上的防禦用途外，還有政治上擴張領土和控制地方等用途。

## 圖集

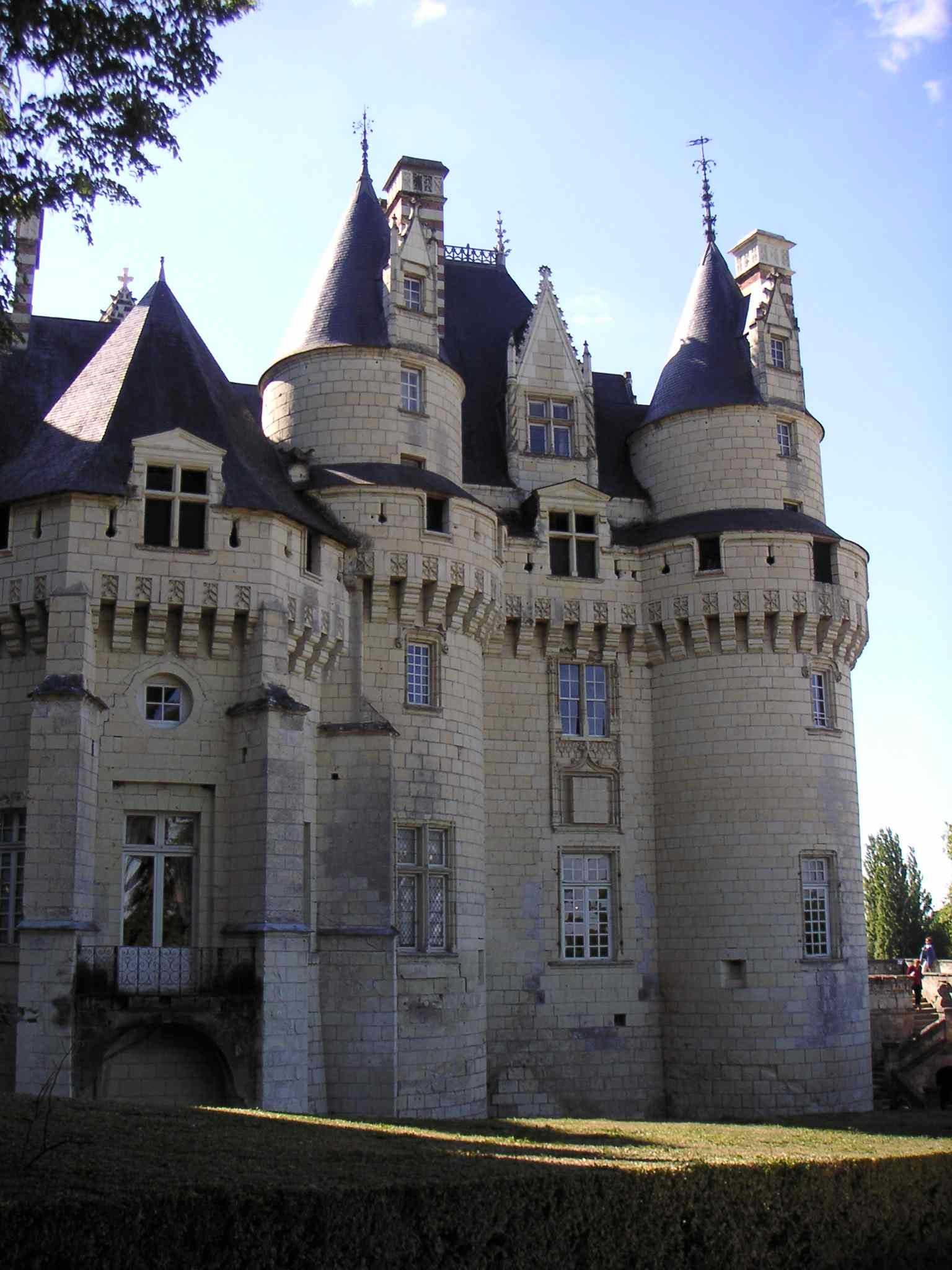
法國於塞城堡
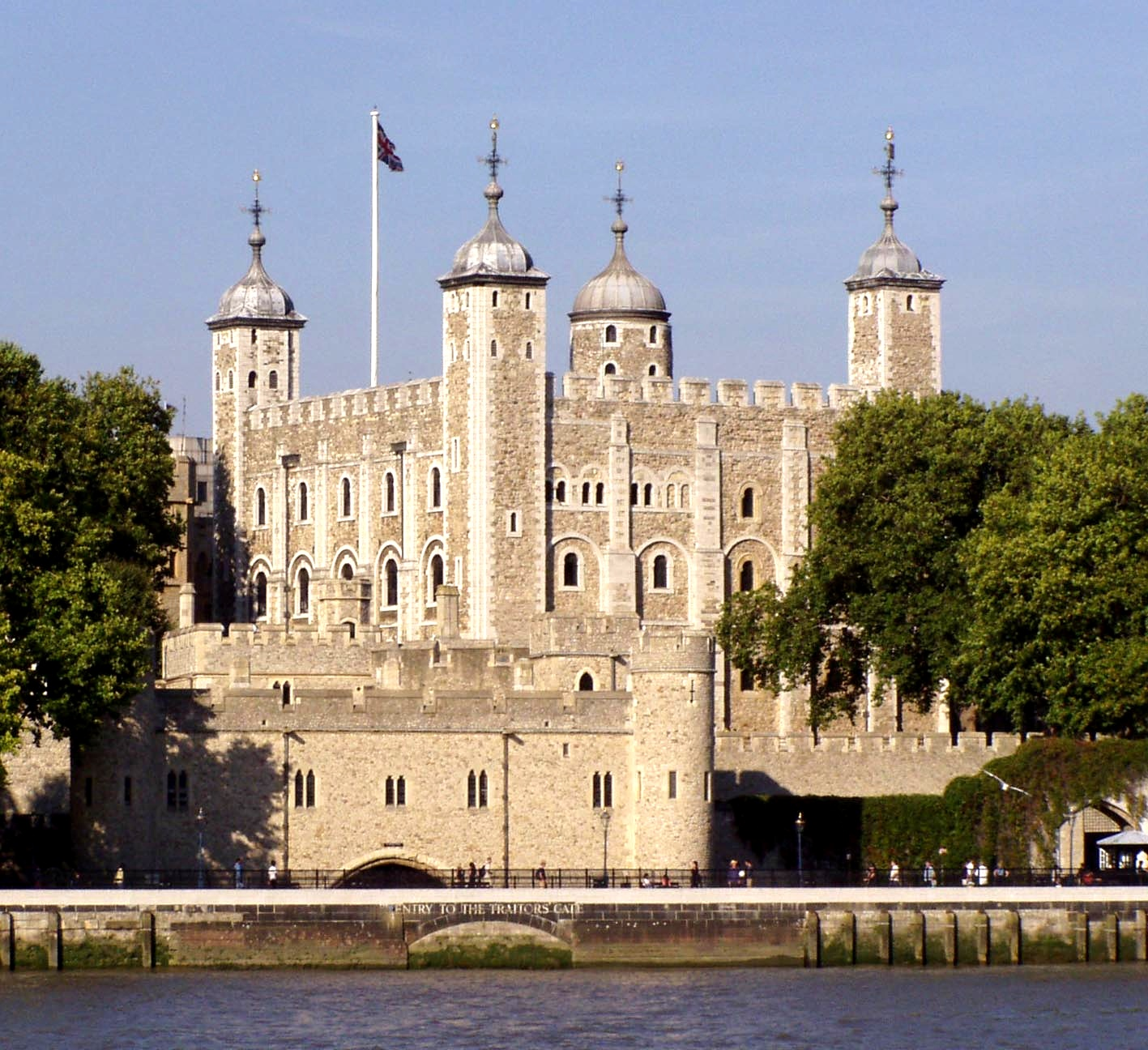
倫敦塔
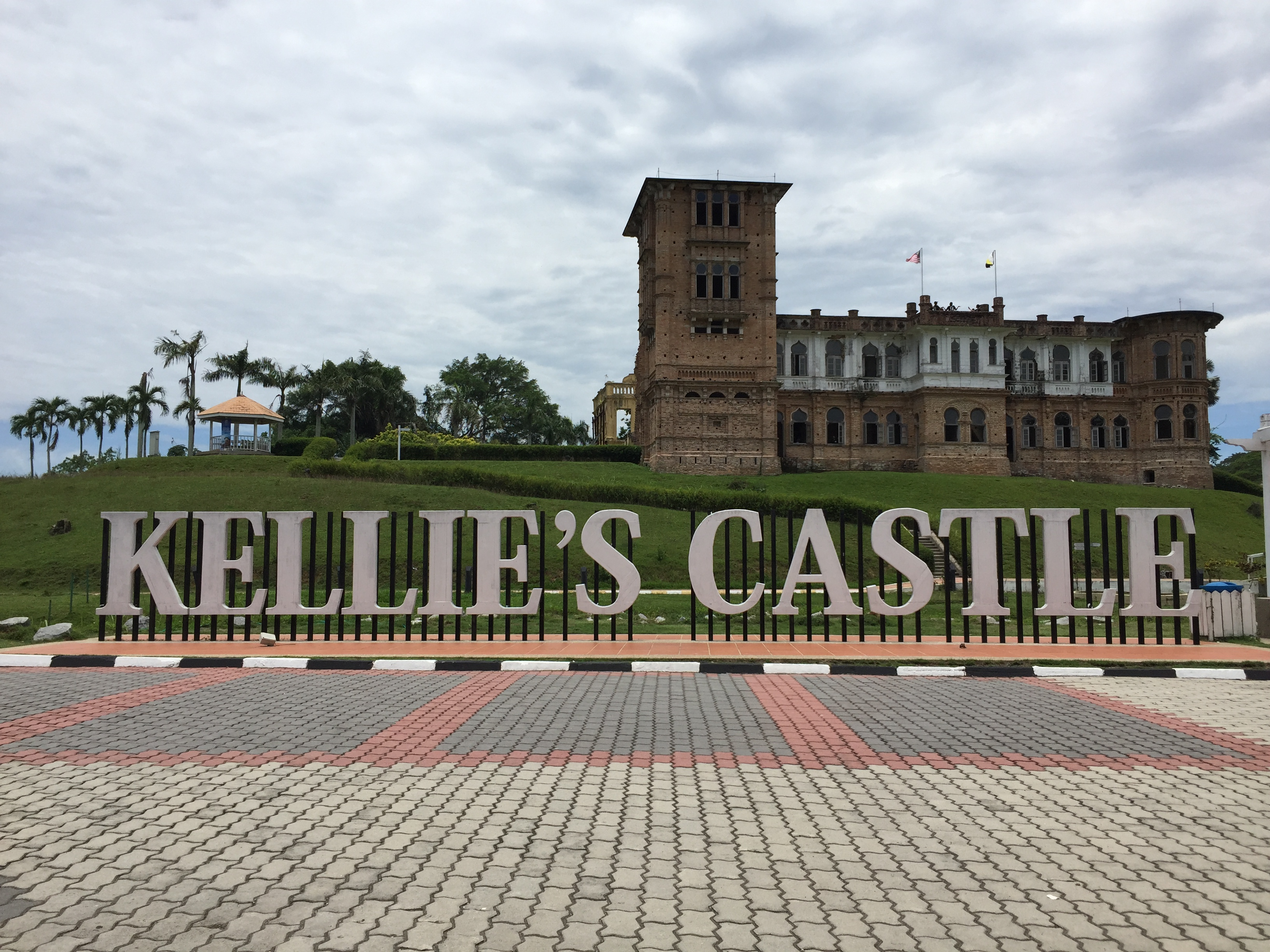
马来西亚凯利古堡
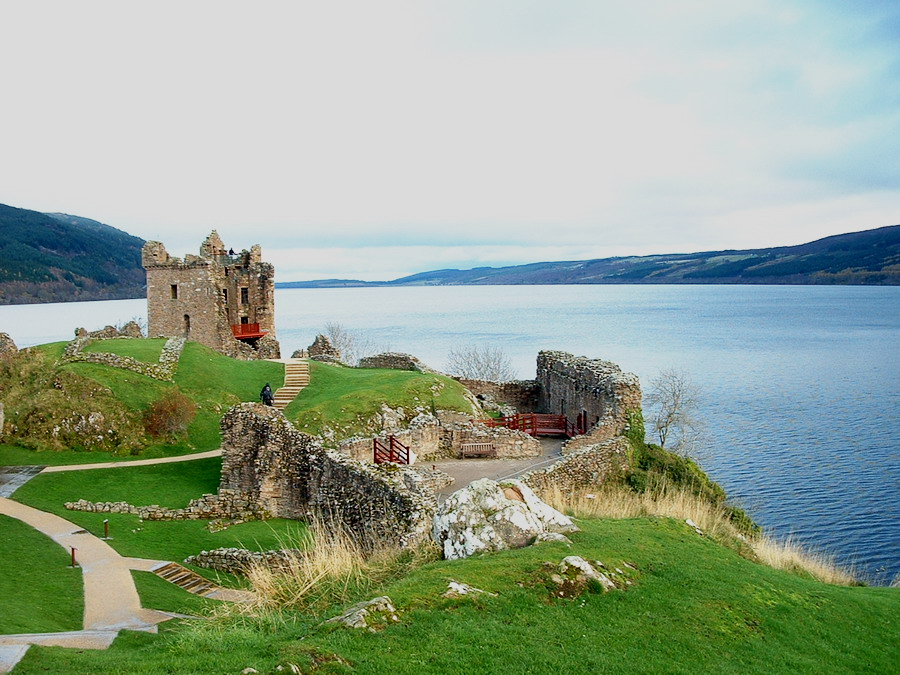
尼斯湖附近的Urquhart城堡廢墟
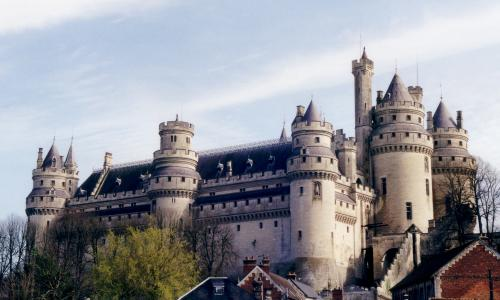
法國皮耶楓城堡
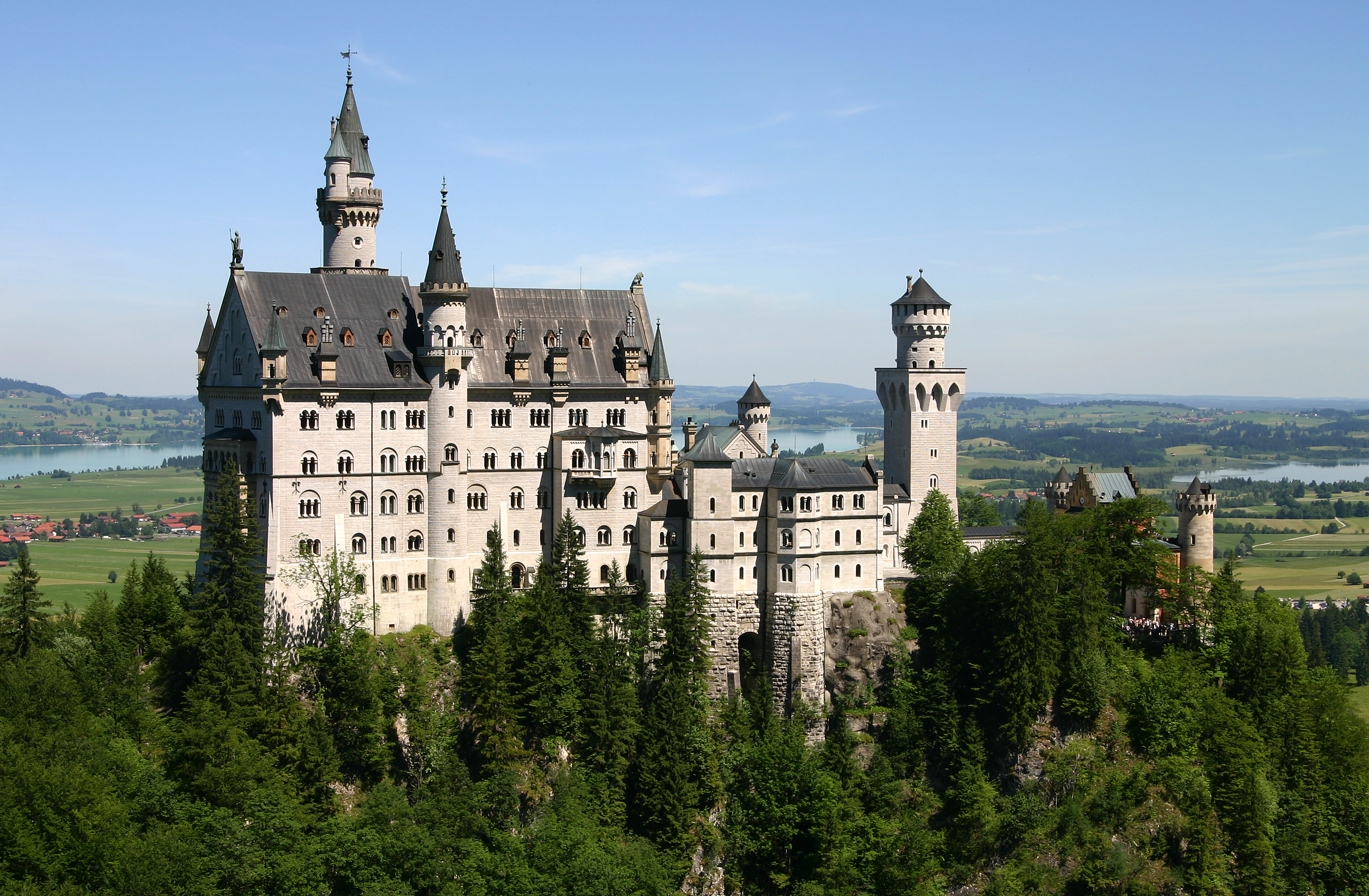
德國新天鵝堡
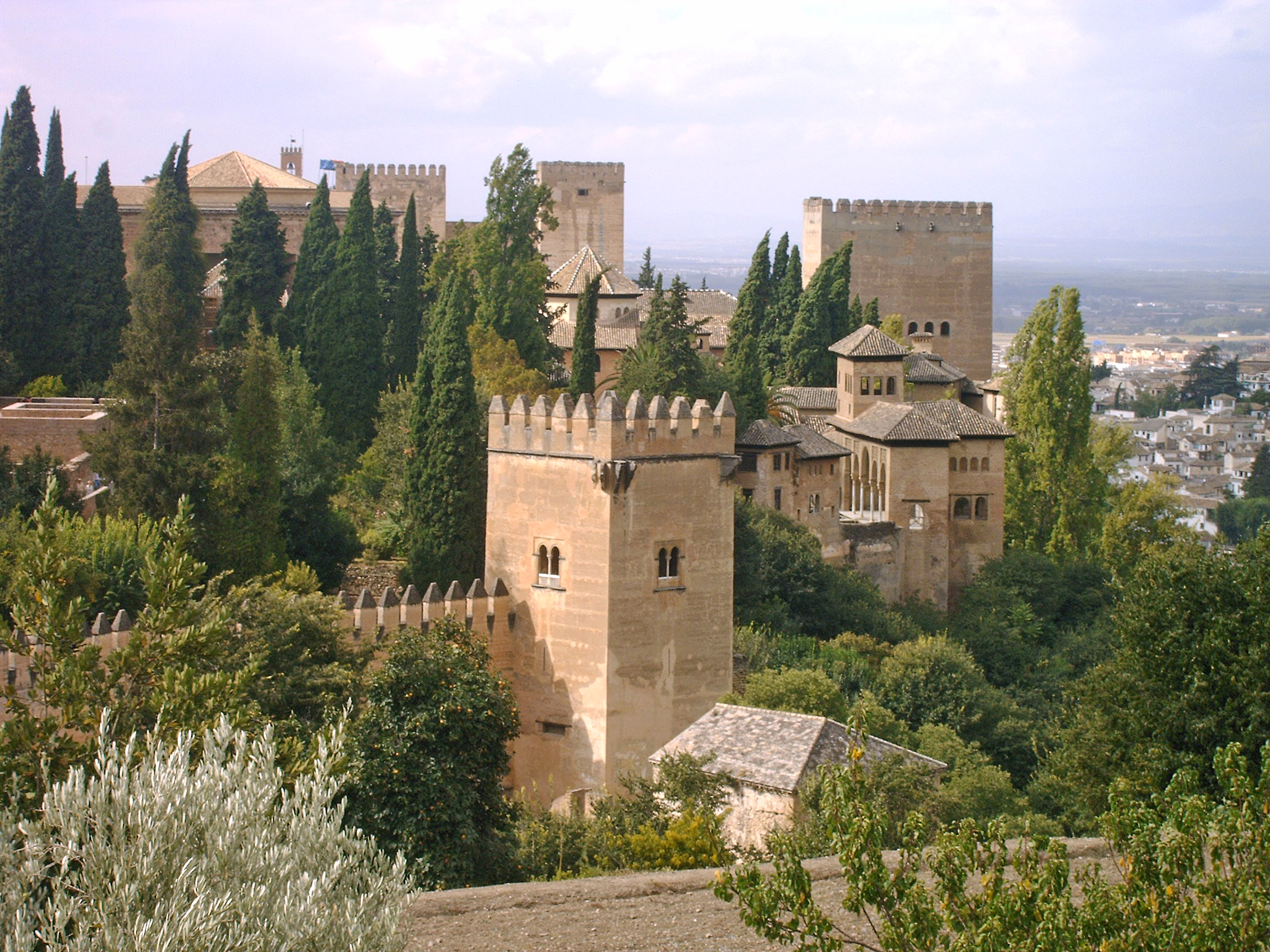
西班牙阿爾罕布拉宮
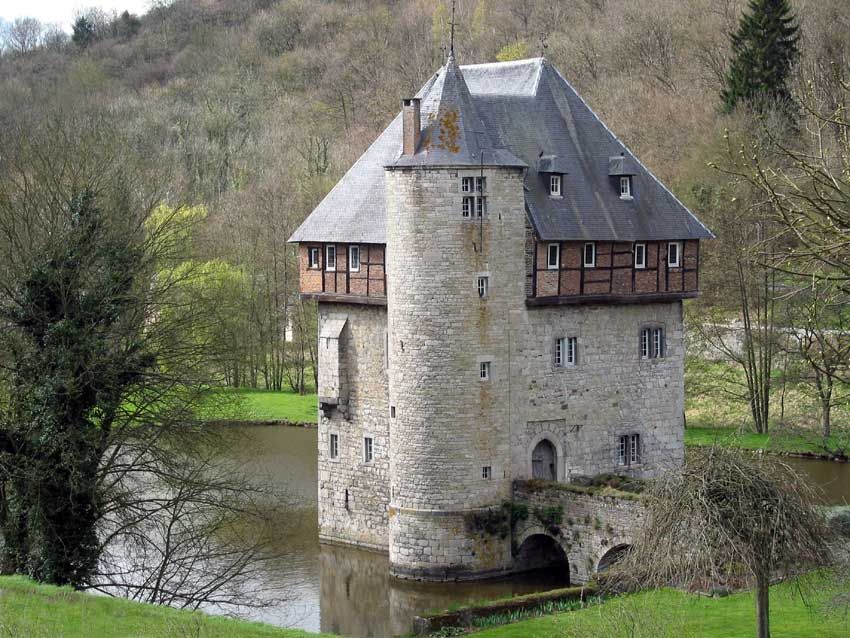
比利時卡龍德萊塔Crupet Castle

### 引用
1. ↑  .   [2010-04-09]. （原始内容存档于2015-06-07）.例如：元史·卷三十五·文宗本紀四：“諜知禿堅方修城堡，布兵拒守，無出降意。”
2. ↑  . : 168.
3. ↑  Creighton & Higham 2003，第6頁
4. ↑  Cathcart King 1988，第32頁
5. ↑  Allen Brown 1976，第1頁
6. 1 2  Coulson 2003，第16頁
7. ↑  Liddiard 2005，第15–17頁
8. ↑  Herlihy 1970，第xvii–xviii頁
9. ↑  Friar 2003，第47頁
10. ↑  Liddiard 2005，第18頁
11. ↑  Stephens 1969，第452–475頁
12. ↑  Duffy 1979，第23–25頁
13. ↑  Liddiard 2005，第2, 6–7頁
14. ↑  Liddiard 2005，第2頁
15. ↑  Turnbull 2003，第5頁
16. ↑  https://pierrickauger.wordpress.com/2019/01/03/la-restauration-des-arenes-de-nimes/